# Daisy Tahan
Daisy Tahan (* März 2001, vermutlich in Glen Rock, New Jersey) ist eine US-amerikanische Schauspielerin. Sie hat zwei ältere Brüder, von denen einer, Charlie, ebenfalls als Schauspieler tätig ist. Ihr anderer Bruder (* ~1995) ist Gitarrist und Schlagzeuger.

## Leben und Karriere
Tahan wurde, wahrscheinlich im März 2001, als jüngstes Kind von Ellie und Michael Tahan in Glen Rock im US-Bundesstaat New Jersey geboren. Sie folgte ihrem über zwei Jahre älteren Bruder Charlie in die Schauspielkarriere und erhielt nach einigen Theaterauftritten 2007 ihre erste Rolle in einer namhaften Produktion, als sie in der Helen-Hunt-Komödie Then She Found Me, dem Regiedebüt der erfolgreichen Schauspielerin, zum Einsatz kam. Im gleichen Jahr sah man sie schließlich auch noch in David Auburns Drama Das Mädchen im Park, wobei sie im dritten Film des Pulitzer-Preisträgers zum wiederholten Male eine nicht unwesentliche Nebenrolle übernahm.
2008 folgte eine kleine Rolle in Synecdoche, New York, dem Regiedebüt des vielfach ausgezeichneten (u. a. auch mit einem Oscar) Drehbuchautoren und Produzenten Charlie Kaufmann. Bereits im Folgejahr folgten für die junge Nachwuchsschauspielerin zahlreiche weitere Engagements im Film und neuerdings auch in Fernsehserien. So stand sie unter anderem in einer Episode der Serie Law & Order: Special Victims Unit vor der Kamera und erhielt zugleich eine Hauptrolle in Nurse Jackie, wo man sie noch im selben Jahr in gleich elf verschiedenen Folgen in der wiederkehrenden Rolle der Fiona Peyton sah. Diese Rolle hatte Tahan allerdings nur in der ersten Staffel der erfolgreichen Serie inne und wurde bereits ab Staffel 2 durch die etwa gleichaltrige Mackenzie Aladjem ersetzt. Weitere Engagements hatte sie 2009 unter anderem in den Filmen Once More with Feeling, New York Mom und Love and Other Impossible Pursuits. Während das Mädchen aus Glen Rock in den ersten beiden Filmen jeweils eine wesentliche Rolle innehatte, war sie in Love and Other Impossible Pursuits erstmals an der Seite ihres älteren Bruders im Einsatz, war aber gleichzeitig nur in einer kleineren Rolle im Einsatz. 2010 kam Tahan zu Einsätzen im Kurzfilm Lulu at the Ace Hotel, in dem sie die Titelrolle der Lulu übernahm, sowie im starbesetzten Thriller 13, wo sie allerdings nur eine kleine Rolle bekam. Noch im selben Jahr folgte ein erneuter Durchbruch des jungen Talents, als sie in Meine Frau, unsere Kinder und ich in die Rolle der Samantha Focker, dem älteren Kind von Gaylord „Greg“ Focker (gespielt von Ben Stiller) und Pamela Martha Focker (Teri Polo) geholt wurde. Nach einem mehr oder weniger ruhig verlaufenden Jahr 2011 folgten im darauffolgenden Jahr ihre nächsten Auftritte.

## Filmografie (Auswahl)
- 2007: Then She Found Me
- 2007: Das Mädchen im Park (The Girl in the Park)
- 2008: Synecdoche, New York
- 2009: Once More with Feeling
- 2009: New York Mom (Motherhood)
- 2009: Love and Other Impossible Pursuits
- 2009: Law & Order: Special Victims Unit (Fernsehserie, Episode 10x13)
- 2009: Nurse Jackie (Fernsehserie, 11 Episoden)
- 2010: Lulu at the Ace Hotel (Kurzfilm)
- 2010: 13
- 2010: Meine Frau, unsere Kinder und ich (Little Fockers)
- 2012: Royal Pains (Fernsehserie, Episode 3x13)
- 2013: House of Cards (Fernsehserie, 4 Episoden)
- 2013: Blood Ties
- 2014: A Most Violent Year
- 2016: The Nice Guys
- 2018: The Kindergarten Teacher